# Mödlareuth
Mödlareuth é uma aldeia alemã situada parcialmente na Baviera e parcialmente na Turíngia. A parte norte pertencia à Alemanha Oriental e a parte sul à Alemanha Ocidental.
A parte na Turíngia pertence a Gefell e a parte bávara a Töpen.
Era chamada Pequena Berlim pelos americanos porque um muro dividia-a, como acontecia com o Muro de Berlim que dividia a grande cidade alemã. Hoje há em Mödlareuth um museu que mostra a história local e informa sobre o sistema político da RDA.

## Ligações externas

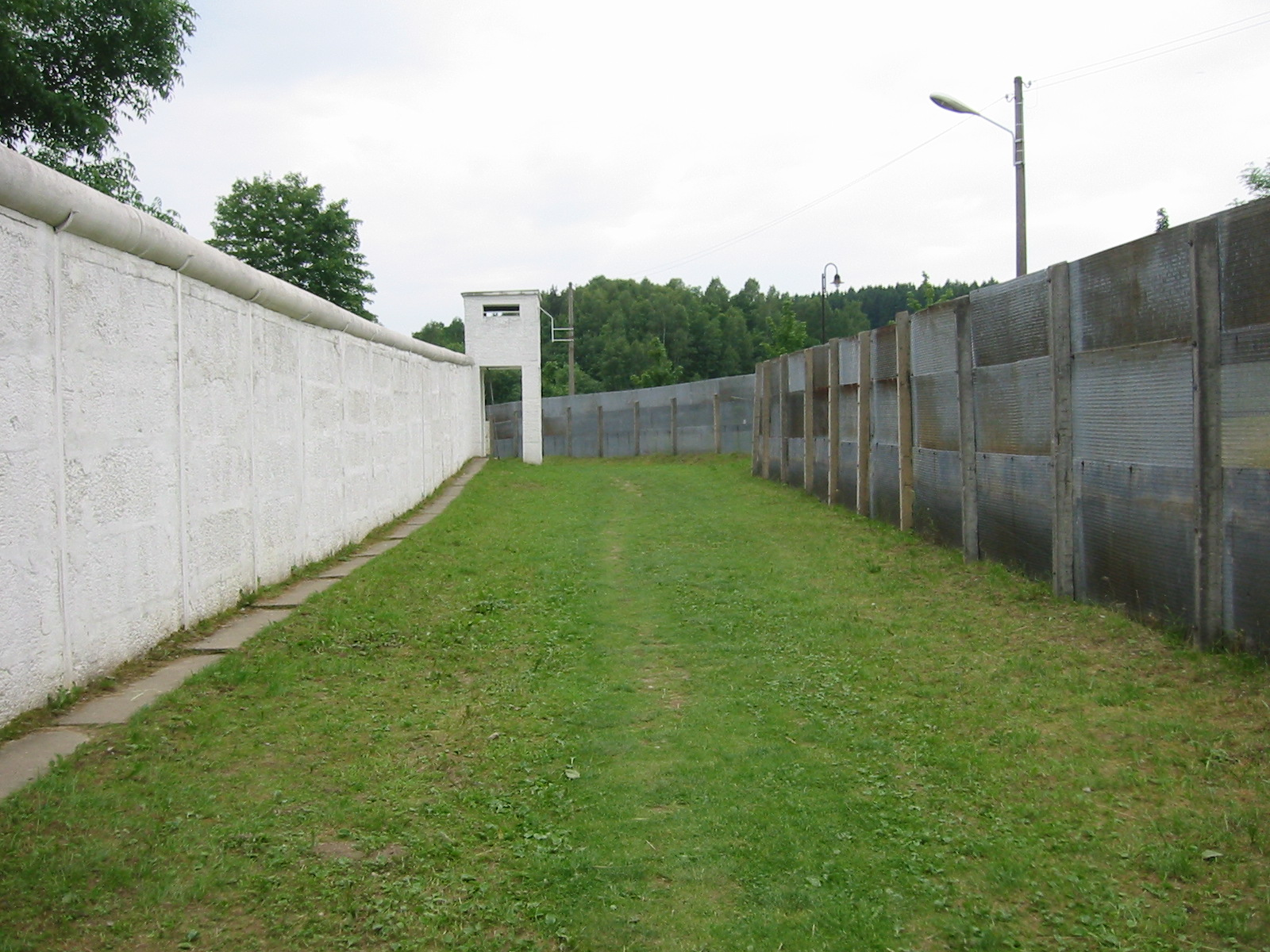
A fronteira em Mödlareuth